# Holland Cup 2019/2020
De Rabo Holland Cup 2019/2020 was het tiende seizoen van deze door de KNSB georganiseerde serie wedstrijden en het tweede seizoen met de Rabobank als titelsponsor. De Holland Cup bestond dit jaar alleen uit wedstrijden over traditionele losse afstanden. De wedstrijden van de Holland Cup golden tevens als belangrijke plaatsingswedstrijden voor de Nederlandse kampioenschappen.

## Wedstrijden
| Wedstrijd                                        | Data                       | IJsbaan         | Plaats    | Extra belang                                        |
| ------------------------------------------------ | -------------------------- | --------------- | --------- | --------------------------------------------------- |
| Holland Cup 1 (tevens IJsselcup)                 | 19–20 oktober 2019         | De Scheg        | Deventer  | Plaatsing wereldbekerkwalificatietoernooi 2019/2020 |
| Holland Cup 2d (tevens Kraantje Lek Trofee)      | 23–24 november 2019        | IJsbaan Haarlem | Haarlem   | Plaatsing NK allround 2020                          |
| Holland Cup 2h (tevens Eindhoven Trofee)         | 23–24 november 2019        | IJssportcentrum | Eindhoven | Plaatsing NK allround 2020                          |
| Holland Cup 3                                    | 7–8 december 2019          | De Westfries    | Hoorn     | Plaatsing NK afstanden 2020                         |
| Holland Cup 4a (tevens Gruno Bokaal)             | 11–12 januari 2020         | Kardinge        | Groningen | Plaatsing NK allround 2020                          |
| Holland Cup 4s (tevens Utrecht City Bokaal)      | 11–12 januari 2020         | Vechtsebanen    | Utrecht   | Plaatsing NK sprint 2020                            |
| Holland Cup 5                                    | 8–9 februari 2020          | De Meent        | Alkmaar   | Plaatsing NK neo-senioren 2020                      |
| Holland Cup finale (tevens NK neo-senioren 2020) | 29 februari – 1 maart 2020 | IJsbaan Twente  | Enschede  | Plaatsing seizoensopening 2020/2021                 |

## Winnaars

### Mannen
| Wedstrijd                          | 500 meter                 | Tijd            | 1000 meter            | Tijd                  | 1500 meter            | Tijd                  | 5000 meter            | Tijd                  |
| ---------------------------------- | ------------------------- | --------------- | --------------------- | --------------------- | --------------------- | --------------------- | --------------------- | --------------------- |
| Holland Cup 1/IJsselcup            | Dai Dai Ntab              | 35,16           | Tom Kant              | 1.11,79               | Wesly Dijs            | 1.49,96               | Crispijn Ariëns       | 6.32,21               |
| Holland Cup 2h/Eindhoven Trofee    | niet meetellend           | niet meetellend | niet op het programma | niet op het programma | Tjerk de Boer         | 1.50,35               | Lex Dijkstra          | 6.34,55               |
| Holland Cup 3                      | Aron Romeijn              | 35,90           | Thomas Geerdinck      | 1.12,33               | Gijs Esders           | 1.51,59               | Crispijn Ariëns       | 6.37,65               |
| Holland Cup 4a/Gruno Bokaal        | niet meetellend           | niet meetellend | niet op het programma | niet op het programma | Louis Hollaar         | 1.51,70               | Jan Blokhuijsen       | 6.31,11               |
| Holland Cup 4s/Utrecht City Bokaal | Lennart VelemaGijs Esders | 36,0536,42      | Wesly DijsTijmen Snel | 1.12,231.13,64        | niet op het programma | niet op het programma | niet op het programma | niet op het programma |
| Holland Cup 5                      | Tijmen Snel               | 35,85           | afgelast              | afgelast              | Jan Blokhuijsen       | 1.49,45               | afgelast              | afgelast              |
| Holland Cup finale                 | Ronald Mulder             | 35,41           | Janno Botman          | 1.10,80               | Wesly Dijs            | 1.49,14               | Crispijn Ariëns       | 6.31,72               |
| Eindklassement                     | Tijmen Snel               | Tijmen Snel     | Merijn Scheperkamp    | Merijn Scheperkamp    | Tijmen Snel           | Tijmen Snel           | Crispijn Ariëns       | Crispijn Ariëns       |

### Vrouwen
| Wedstrijd                          | 500 meter                | Tijd            | 1000 meter            | Tijd                  | 1500 meter            | Tijd                  | 3000 meter            | Tijd                  |
| ---------------------------------- | ------------------------ | --------------- | --------------------- | --------------------- | --------------------- | --------------------- | --------------------- | --------------------- |
| Holland Cup 1/IJsselcup            | Sanneke de Neeling       | 38,95           | Femke Beuling         | 1.18,81               | Melissa Wijfje        | 1.59,11               | Irene Schouten        | 4.13,77               |
| Holland Cup 2d/Kraantje Lek Trofee | niet meetellend          | niet meetellend | niet meetellend       | niet meetellend       | Roza Blokker          | 2.03,40               | Roza Blokker          | 4.19,42               |
| Holland Cup 3                      | Femke Kok                | 39,15           | Femke Kok             | 1.18,98               | Femke Kok             | 2.01,37               | Irene Schouten        | 4.16,03               |
| Holland Cup 4a/Gruno Bokaal        | niet meetellend          | niet meetellend | niet op het programma | niet op het programma | Aveline Hijlkema      | 2.02,02               | Reina Anema           | 4.14,78               |
| Holland Cup 4s/Utrecht City Bokaal | Femke BeulingHelga Drost | 39,0640,31      | Femke Beuling         | 1.20,071.21,31        | niet op het programma | niet op het programma | niet op het programma | niet op het programma |
| Holland Cup 5                      | Jorien ter Mors          | 38,53           | afgelast              | afgelast              | Jorien ter Mors       | 1.57,72               | afgelast              | afgelast              |
| Holland Cup finale                 | Dione Voskamp            | 38,67           | Elisa Dul             | 1.16,89               | Elisa Dul             | 2.00,46               | Esther Kiel           | 4.15,16               |
| Eindklassement                     | Helga Drost              | Helga Drost     | Femke Beuling         | Femke Beuling         | Aveline Hijlkema      | Aveline Hijlkema      | Esther Kiel           | Esther Kiel           |

2010/2011 · 
2011/2012 · 
2012/2013 · 
2013/2014 · 
2014/2015 · 
2015/2016 · 
2016/2017 · 
2017/2018 · 
2018/2019 · 
2019/2020 · 
2020/2021 · 
2021/2022 · 
2022/2023 · 
2023/2024 · 
2024/2025